# Меркулова, Наталья Фёдоровна
Ната́лья Фёдоровна Мерку́лова (род. 19 сентября 1979) — российский кинорежиссёр и сценарист.

## Биография
Родилась в г. Бузулуке Оренбургской области 19 сентября 1979 года. Отец — Меркулов Федор Николаевич, работает ветеринаром, мать — Меркулова Любовь Александровна.
В 2001 году окончила Иркутский государственный университет по специальности «журналистика». Работала ведущей новостей на иркутском 21-м канале. Уйдя с телевидения, работала как независимый журналист. Материалы Натальи Меркуловой шли по REN-TV, на ОРТ и РТР. С 2002 по март 2004 года работала главным редактором канала НТС, вела передачу «Особое мнение».
В 2010 году закончила Высшие курсы сценаристов и режиссёров.
Автор сценария документального фильма «Клетка» о ВИЧ-инфицированных детях в Иркутском регионе. Режиссёр-постановщик короткометражного фильма «Дочь» (2009, участник альманаха студенческих фильмов «The New Russians!» Русского павильона на Каннском кинофестивале).
В 2010 году выступила режиссёром-постановщиком первого российского музыкального 3D-клипа «Помоги мне» группы Город 312.
В 2013 на вручении приза «За лучший дебют» режиссёр Алексей Чупов предложил ей выйти за него замуж.

## Фильмография

### Режиссёр
- 2008 — «Травматизм» (документальный)[4]
- 2009 — «Дочь» (к/м)
- 2013 — «Интимные места»[2]
- 2016 — «Лестница Родченко»
- 2016 — «Кризис нежного возраста»
- 2017 — «Яна+Янко»
- 2017 — «Про любовь. Только для взрослых»
- 2018 — «Человек, который удивил всех»
- 2019 — «Колл-центр»
- 2020 — «Очень женские истории» (совместно с Ликой Яткинской и Анной Сарухановой)
- 2021 — «Капитан Волконогов бежал» (совместно с А. Чуповым)

### Сценарист
- 2003 — «Клетка» (документальный)
- 2013 — «Интимные места»
- 2017 — «Салют-7»
- 2017 — «Гоголь. Начало»
- 2018 — «Гоголь»
- 2018 — «Гоголь. Вий»
- 2018 — «Гоголь. Страшная месть»
- 2018 — «Человек, который удивил всех»
- 2019 — «Колл-центр»
- 2021 — «Капитан Волконогов бежал» (совместно с А. Чуповым)

## Награды и призы
- 2003 — Премия Международного пресс-клуба Америки им. Артема Боровика (документальный фильм «Клетка»).
- 2008 — Лауреат специального приза жюри конкурса «Границы шока» фестиваля «Киношок» (документальный фильм «Травматизм»)[5].
- 2013 — XXIV Открытый Российский кинофестиваль «Кинотавр» в Сочи («Интимные места»)[6][7]:
  - Приз «За лучший дебют»,
  - Диплом Гильдии киноведов и кинокритиков.
- 2018 — Кинофестиваль российского кино в Онфлёре: гран-при за фильм «Человек, который удивил всех»
- 2018 — Приз Федерации киноклубов России за лучший фильм 2018 года («Человек, который удивил всех»)
- 2019 — Международный фестиваль Zinegoak в Бильбао, Испания: гран-при за фильм «Человек, который удивил всех»
- 2019 — Фестиваль Crossing Europe в Линце, Австрия; премия за лучший игровой фильм («Человек, который удивил всех»)
- 2019 — Международный кинофестиваль в Уругвае: гран-при за фильм «Человек, который удивил всех»
- 2019 — Кинофестиваль в Al Este de Lima в Перу: гран-при за фильм «Человек, который удивил всех»
- 2019 — Международный кинофестиваль Kinenova в Скопье, Северная Македония: приз за лучший сценарий («Человек, который удивил всех»)
- 2019 — Международная кинематографическая премия «Восток — Запад. Золотая арка»: приз за лучший сценарий («Человек, который удивил всех»)
- 2019 — Фестиваль сериалов «Пилот», Иваново: приз за лучший сценарий (сериал «Колл-центр»)
- 2021 — Фестиваль «Кинотавр»: приз им. Григория Горина за лучший сценарий за фильм «Капитан Волконогов бежал» (совместно с А. Чуповым)[8]
- 2021 — Премия «Золотой Единорог»:
  - за лучший фильм — «Капитан Волконогов бежал» (совместно с А. Чуповым)
  - за лучший сценарий — «Капитан Волконогов бежал» (совместно с А. Чуповым)[9]